# آبشار ریدگ
آبشار ریدگ (به انگلیسی: Ridge Falls) آبشاری است که در همیلتون، کانادا واقع شده و ارتفاع کلی ریزشگاه آن ۱۱ متر (۳۶ فوت) است.